# Такар (ледник)
Ледникът Такар (на английски: Tucker Glacier) е голям долинен ледник в Източна Антарктида, Бряг Борхгревинк, на Земя Виктория с дължина 144 km. Води началото си от централните части на планината Адмиралти (част от Трансантарктическите планини) между хребетите Хамертън на югозапад и Робинсън на североизток. На няколко километра северозападно от „изворите“ му в северозападна посока се насочва ледника Еба. „Тече“ в югоизточна посока между Адмиралтейския хребет на североизток и планината Виктория на югозапад. Подхранва се от няколко десетки по-малки ледника: Пърл Харбър, Трафалгар, Уайтхол и др. от дясно (от югозапад), Фриймана и др. от ляво (от североизток). „Влива“ се в залива Такар на море Рос, част от Тихоокеанския сектор на Южния океан, между полуостров Халет на север и полуостров Даниел на юг.
Най-долната, „устиева“ част на ледника е открита през 1841 г. от британската антарктическа експедиция с ръководител Джеймс Кларк Рос и е наименуван от него в чест на лейтенант Чарлз Такар, старши офицер на кораба „Еребус“. Пред 1957 – 58 г. ледникът е топографски заснет и детайлно картиран от новозеландска антарктическа експедиция.